# 分離主義
分離主義（英語：Separatism）是主张从更大的群体中分离的文化、民族、部落、宗教、种族、政府或性别分离的行为。分離主義通常指的是完全的政治分離，通常其目标是从现存的主权国家中分离出一部分领土建立自己独立的国家。僅僅尋求更大自治權的團體本身通常不會歸類成分離主義者。一些话语背景将分离主义与宗教隔离、种族隔离或性别隔离等同起来，而其他话语背景则持更广泛的观点，认为自愿分离可能具有实际作用，并不等同于政府强制实施的隔离。关于这个定义存在一些学术争议，特别是它与分裂主义的关系，在网络上已经引发了讨论。
分離主義團體實行的是一种身份政治，或建立在團體成員共同經歷基礎上的政治活動和理論化。這些群體認為，试图與主導群體融合會損害他們的身份和追求更大的自決权的能力。不過，經濟和政治因素通常比身份認同感更有助創建強大的分離主義運動。

## 政治/行政分離主義
政治分離主義涉及到求取主權獨立並將一片土地或一群人（通常是一群具有不同國家認同者）相互分離（或是將一個國家自其他部分抽離，一個具代表性的例子是殖民地自宗主国獨立）。
分離運動通常具嚴格的組織及平和的方法。加拿大魁北克省號召極為平和的分離運動，自1960年代起其激烈程度不斷變化（在此期間曾有短暫的暴力行動，於1970年的十月危機中達到高峯）。大範圍的和平分離運動例如捷克斯洛伐克與蘇聯的裂解。新加坡同樣自馬來西亞聯邦和平分離。
分離主義通常也可能採取暴力形式以對抗前此的軍事壓制。全球有許多團體相信分離主義為其“唯一”達成解放國家的方式。包括在法國與西班牙的巴斯克祖國與自由黨、1980年代印度的錫克分離主義者、愛爾蘭共和軍以及1960年代的魁北克自由陣線於1970年的十月危機中達到高潮。這些游擊戰可能導致內戰全面爆發，如在車臣戰爭的情形。
若欲達成分離者能在現存政治體系下取得政治與經濟自治，暴力行為通常會失勢。自由選舉與公民投票有時對降低緊張情勢有所所幫助。無論如何，僅有極少數國家認同其政治分離情勢。裂解南斯拉夫的南斯拉夫內戰就是個例子，儘管理論上前南斯拉夫的憲法條款允許各加盟國公投與脫離。

### 動機
分離主義運動通常至少在表面上是基於國家主義或宗教狂熱。更常見者，對不當政治影響的反感，與對經濟（不當）利益的認知扮演了重要角色。經濟原則成為捷克斯洛伐克分裂的一個因素。其主要原因牽涉到斯洛伐克不願放棄其（地區性）經濟核心，即國營企業；而波希米亞與摩拉維亞等地區则有極大的意願實驗市場經濟，於是於1992年分裂成捷克及斯洛伐克。
魁北克同時也是個政治區隔如何導致分離之企圖的例子。自1867年加拿大邦聯成立起的一百年間，佔少數的英語系人口在政治與經濟上宰制該省。對當時“現狀”的不滿引致“魁北克第一”分離團體在1960年代至1970年代間的成長。
數千年以來未曾獨立過的西班牙巴斯克地區，產生了暴力性分離組織以排拒佛朗哥時期西班牙國的暴力鎮壓。類似的形式出現在衣索比亞，當地厄立特里亞及吉布地叛亂份子對腐敗的獨裁所展現的憤怒遠甚於對厄立特里亞國的熱情，該國之前並無長久而具區別性之歷史。
義大利半島北部維持了幾世紀的政治獨立（例如：威尼托地區自10世紀至19世紀獨立存在；利古里亞以熱那亞共和國的身份獨立了7個世紀之久）。北意大利分離主義的根源不僅止於經濟上，同時也存在於語言及文化上。

### 等級
歷史上曾出現過激烈程度差距極大的分離行動與氛圍：
- 有些分離運動以傳統戰鬥從事武力抗爭。在1780年—1830年間，美洲許多國家以這樣的方法達成獨立。
- 許多分離主義者，一時缺乏公開戰鬥的資源，回頭使用游擊戰術（冒著遭其對手貶為恐怖份子的風險）。巴斯克地區的分離運動屬此範圍。阿爾及利亞在這樣的行為基礎上增進獨立。車臣獨立行動在高加索地區的公開戰鬥失勢後亦轉變為如此。
- 在佔領勢力嚴密控制及具壓倒性力量的情況下，分離主義者除深入地下之外少有選擇。例如說，19世紀時沙皇當局在波蘭給予波蘭民族統一黨小範圍的提供武器，時而壓制其語言使用與文化活動。但俄國領土上的波蘭獨立運動並未消褪，只是等待有利時機。
- 若得准許，分離主義者會經由憲法，特別是國會代表，來達成目標。愛爾蘭分離運動在19世紀大幅使用此法。
- 印度採用傳統的非暴力不合作思想倡導分離主義與政治獨立。甘地的哲學觀與方法論在其中極其重要。
- 經由文化差異的分離運動可腐蝕超國家霸權。康瓦爾分離主義經常從事這樣的行為，且在第一次世界大戰之前在波羅的海地區證明有效。
- 理智型的分離出義出現過在像卡斯卡迪亞獨立運動這樣的事例上。卡斯卡迪亞獨立的理念可能會，也可能不會，發展至呈現出如同其他分離行為的激烈程度。
- 對國家或地區的暫時性或間歇性不滿會挑起反覆性的分離氛圍。澳洲新南威爾斯的新英格蘭地區具有這樣的特質。
- 微型国家式的分離主義可能轉變至不令人熱衷。像赫特河省公國或西蘭公國和塞波加大公國等可自訂憲法與制度、發行郵票、貨幣與護照－而不會與其母國勢力抵觸或改變其於聯合國中的表決態勢。這樣的例子可作為媒介以提供不會危及現存的民族國家之政治或經濟主張。如一些私人國家短暫存在出現又消逝的實體。有些例子中，分離運動幾乎變成鬧劇－由全面爆發的國家主義的流血行為中產生距離。

### 反覆性的分離主義
分離主義會隨時間改變型態、激烈度與針對性。
比利時在1830年為脱離荷蘭聯合王國的統治進行過一場血腥的革命而獨立，但在20世紀末成為數個帶頭組成歐盟的國家之一。
德克薩斯州分離主義者在1836年變得非常實際，並在併入美國時淡化其色彩。但德克薩斯共和國組織維持其德州獨立的傳統至今。
1947年之前印度激烈爭論其主權，導致其伊斯蘭分離主義者自組巴基斯坦。巴國後來又發生了孟加拉國獨立。在事件的進程中，對獨立建國不變的浪漫構想不一定會充份反映出來。

### 宣稱且已實際獨立但未被國際普遍承認之政治實體
| 政治實體（國家政權）   | 宣稱其領土主權的國家 | 獨立自治實體政治体制 | 國旗 | 地图 |
| ---------------------- | -------------------- | -------------------- | ---- | ---- |
| 阿布哈茲               |                      | 共和制               |      |      |
| 南奥塞梯               |                      | 共和制               |      |      |
| 德涅斯特河沿岸         | 摩尔多瓦             | 雙首長制             |      |      |
| 科索沃                 | 塞爾維亞             | 議會制               |      |      |
| 北賽普勒斯             | 賽普勒斯             | 共和國               |      |      |
| 巴勒斯坦國             | 以色列               | 共和制               |      |      |
| 索馬利蘭               |                      | 議會制               |      |      |
| 撒拉威阿拉伯民主共和國 | 摩洛哥               | 共和制 一黨制        |      |      |

### 宣稱且已實際獨立並已併入其他國家但未被國際普遍承認之政治實體
| 政治實體（國家政權） | 宣稱其領土主權的國家 | 控制其領土主權的國家 | 獨立自治實體政治体制 | 國旗 | 地图 |
| -------------------- | -------------------- | -------------------- | -------------------- | ---- | ---- |
| 阿尔察赫共和国       | · 亞美尼亞           |                      | 總統制               |      |      |
| 塞瓦斯托波爾         | 乌克兰               | 俄羅斯               | 共和制               |      |      |
| 克里米亞共和國       | 乌克兰               | 俄羅斯               | 共和制               |      |      |
| 顿涅茨克人民共和国   | 乌克兰               | 俄羅斯               | 共和制               |      |      |
| 卢甘斯克人民共和国   | 乌克兰               | 俄羅斯               | 共和制               |      |      |
| 塞族共和國           | 塞爾維亞 ·           |                      | 共和制               |      |      |

## 1990年後脫離原屬國獨立的國家及政權列表
| 主權國家             | 原屬國家和地區                 | 是否聯合國成員國 | 獨立時間       | 備註 |
| 1990年代             | 1990年代                       | 1990年代         | 1990年代       | 1990年代 |
| -------------------- | ------------------------------ | ---------------- | -------------- | --- |
| 纳米比亚             | 南非（西南非洲託管地）         | 是               | 1990年4月23日  | 成功加入聯合國，成為聯合國會員國 |
| 俄羅斯               | 苏联                           | 是               | 1990年6月12日  | 成功加入聯合國，成為聯合國會員國 |
| 爱沙尼亚             | 苏联                           | 是               | 1991年8月20日  | 成功加入聯合國，成為聯合國會員國 |
| 拉脫維亞             | 苏联                           | 是               | 1991年8月21日  | 成功加入聯合國，成為聯合國會員國 |
| 立陶宛               | 苏联                           | 是               | 1990年3月11日  | 成功加入聯合國，成為聯合國會員國 |
| 摩尔多瓦             | 苏联                           | 是               | 1991年8月27日  | 成功加入聯合國，成為聯合國會員國 |
| 乌克兰               | 苏联                           | 是               | 1991年8月24日  | 成功加入聯合國，成為聯合國會員國 |
| 白俄羅斯             | 苏联                           | 是               | 1991年8月24日  | 成功加入聯合國，成為聯合國會員國 |
|                      | 苏联                           | 是               | 1991年12月16日 | 成功加入聯合國，成為聯合國會員國 |
|                      | 苏联                           | 是               | 1991年8月31日  | 成功加入聯合國，成為聯合國會員國 |
|                      | 苏联                           | 是               | 1991年8月31日  | 成功加入聯合國，成為聯合國會員國 |
|                      | 苏联                           | 是               | 1991年9月9日   | 成功加入聯合國，成為聯合國會員國 |
|                      | 苏联                           | 是               | 1991年10月27日 | 成功加入聯合國，成為聯合國會員國 |
|                      | 苏联                           | 是               | 1991年4月9日   | 成功加入聯合國，成為聯合國會員國 |
| 亞美尼亞             | 苏联                           | 是               | 1991年8月23日  | 成功加入聯合國，成為聯合國會員國 |
|                      | 苏联                           | 是               | 1991年8月30日  | 成功加入聯合國，成為聯合國會員國 |
| 德涅斯特河沿岸       | 摩爾達維亞蘇維埃社會主義共和國 | 否               | 1990年9月2日   | 今屬 摩尔多瓦，前蘇聯加盟共和國 |
| 阿布哈茲             |                                | 否               | 1992年7月23日  | 1992年7月23日阿布哈兹宣布独立。但阿布哈兹共和国不被 和国际社会承认。 |
| 伊奇克里亞車臣共和國 | 俄羅斯                         | 否               | 1991年10月27日 | 1991年10月27日，車臣自1991年至2007年期間由高加索穆斯林在車臣建立的伊斯蘭共和國，首都格羅茲尼，其政府自稱為車臣伊斯蘭政府。該共和國在其存在期間沒有得到任何國家的承認，政治上勢單力孤，后被普京主导的俄羅斯聯邦政府击败而结束。 |
| 南奥塞梯             |                                | 否               | 1991年11月28日 | 1991年11月28日，南奥塞梯自治州政府宣布独立自格鲁吉亚，独立不被普遍承认。 |
| 阿尔察赫共和国       |                                | 否               | 1991年12月10日 | 1991年在苏联瓦解前，纳卡地区举办公民投票，结果纳卡地区以99.89%压倒性赞成宣布独立，成立纳戈尔诺-卡拉巴赫共和国。实际上由同民族的 亞美尼亞主导。                                                                                 |
| 塞族共和國           |                                | 否               | 1992年2月9日   | 在1992年波斯尼亚和黑塞哥维那独立公投之后，波黑境内的塞族也发表独立宣言；建立塞族共和国。1995年内战结束后代顿协议重建维持至今。                                                                                                 |
| 帛琉                 | 美国（太平洋群島託管地）       | 是               | 1994年5月24日  | 成功加入聯合國，成為聯合國會員國 |
| 马绍尔群岛           | 美国（太平洋群島託管地）       | 是               | 1991年9月17日  | 成功加入聯合國，成為聯合國會員國 |
| 密克羅尼西亞聯邦     | 美国（太平洋群島託管地）       | 是               | 1990年12月3日  | 成功加入聯合國，成為聯合國會員國 |
|                      | 衣索比亞                       | 是               | 1993年5月24日  | 成功加入聯合國，成為聯合國會員國 |
| 索馬利蘭             |                                | 否               | 1991年5月18日  | 1991年5月，索马里北部宣布独立，成立索马里兰共和国，简称索马里兰。该国实际控制原索马里十八个州份中的五个，僅獲得同樣也是未受國際普遍承認的國家的中華民國之非正式承認，但未曾获国际组织承认。                                    |
| 斯洛維尼亞           | 南斯拉夫社會主義聯邦共和國     | 是               | 1991年6月25日  | 成功加入聯合國，成為聯合國會員國 |
|                      | 南斯拉夫社會主義聯邦共和國     | 是               | 1991年6月25日  | 成功加入聯合國，成為聯合國會員國 |
|                      | 南斯拉夫社會主義聯邦共和國     | 是               | 1992年3月3日   | 成功加入聯合國，成為聯合國會員國 |
| 北馬其頓             | 南斯拉夫社會主義聯邦共和國     | 是               | 1991年9月25日  | 成功加入聯合國，成為聯合國會員國 |
| 捷克                 | 捷克斯洛伐克                   | 是               | 1993年1月1日   | 天鵝絨分離後成功加入聯合國，成為聯合國會員國 |
| 斯洛伐克             | 捷克斯洛伐克                   | 是               | 1993年1月1日   | 天鵝絨分離後成功加入聯合國，成為聯合國會員國 |
| 2000年代             |                                |                  |                | |
| 东帝汶               | 印度尼西亞                     | 是               | 2002年5月20日  | 成功加入聯合國，成為聯合國會員國 |
| 蒙特內哥羅           | 塞爾維亞與蒙特內哥羅           | 是               | 2006年6月3日   | 2006年黑山獨立公投獨立成功；成功加入聯合國，成為聯合國會員國 |
| 塞爾維亞             | 塞爾維亞與蒙特內哥羅           | 是               | 2006年6月3日   | 2006年黑山獨立公投獨立成功后，塞尔维亚自动转化为主权国家，继承塞尔维亚和黑山的联合国席位 |
| 科索沃               | 塞爾維亞                       | 否               | 2008年2月17日  | 2008年科索沃獨立公投獨立成功；未能成功加入聯合國，成為聯合國會員國 |
| 2010年代             |                                |                  |                | |
| 南蘇丹               | 苏丹                           | 是               | 2011年7月9日   | 2011年7月14日成功加入聯合國，成為聯合國會員國 |
| 顿涅茨克人民共和国   | 乌克兰                         | 否               | 2014年4月7日   | 烏克蘭危機 |
| 卢甘斯克人民共和国   | 乌克兰                         | 否               | 2014年4月27日  | 烏克蘭危機 |
| 克里米亞共和國       | 乌克兰                         | 否               | 2014年3月11日  | 2014年克里米亞歸屬公投；同年加入俄羅斯聯邦；今 克里米亞共和國。 |
| 加泰罗尼亚           | 西班牙                         | 否               | 2017年10月27日 | 2017年加泰羅尼亞獨立公投，成立加泰羅尼亞共和國，但最終獨立失敗。 |
| 扎波羅熱州           | 乌克兰                         | 否               | 2022年9月30日  | 2022年9月23日至27日，俄罗斯在其于乌克兰的军事占领区就吞并乌克兰被占领土举行了公投。2022年9月29日，普京簽署法令承认赫尔松州和扎波罗热州为独立国家。10月3日，俄羅斯國家杜馬正式一致投票決定正式實施4州合併。                     |
| 赫尔松州             | 乌克兰                         | 否               | 2022年9月30日  | 2022年9月23日至27日，俄罗斯在其于乌克兰的军事占领区就吞并乌克兰被占领土举行了公投。2022年9月29日，普京簽署法令承认赫尔松州和扎波罗热州为独立国家。10月3日，俄羅斯國家杜馬正式一致投票決定正式實施4州合併。                     |

## 種族分離主義

"阿茲特蘭"領土

一些分離主義團體試圖按照種族界限與其他分離主義團體分離。 他們反對異族通婚和與其他種族的融合，並尋求獨立的學校、企業、教堂和其他機構，並經常分離社會、領土、國家和政府：
- 黑人分離主義（也稱為黑人民族主義）是美國推動“黑人種族認同”概念的最突出浪潮，由馬庫斯加維等黑人領袖和伊斯蘭民族組織等組織推動。紐約大學的 Derrick Bell 和科羅拉多大學的 Richard Delgado 等批判種族理論家認為，美國的法律、教育和政治制度充斥著公然的種族主義。 他們支持“全黑”學校和宿舍等努力，並質疑政府強制融合的功效和優點[11]2008 年，巴拉克·奧巴馬 (Barack Obama) 的前任牧師小耶利米·賴特 (Jeremiah Wright, Jr.) 的聲明再次引發了黑人分離主義當前相關性的問題。[12]
- 拉丁美國人的種族認同概念， 美國的奇卡諾運動（或奇卡諾民族）試圖重建阿茲特蘭，這是阿茲特克人的神話家園，領土包括美國西南部。[13]
- 白人分離主義美國和西歐的白人分離主義尋求白人種族分離並限制非白人移民，理由是這些政策對於白人種族的生存是必要的。

## 宗教分離主義

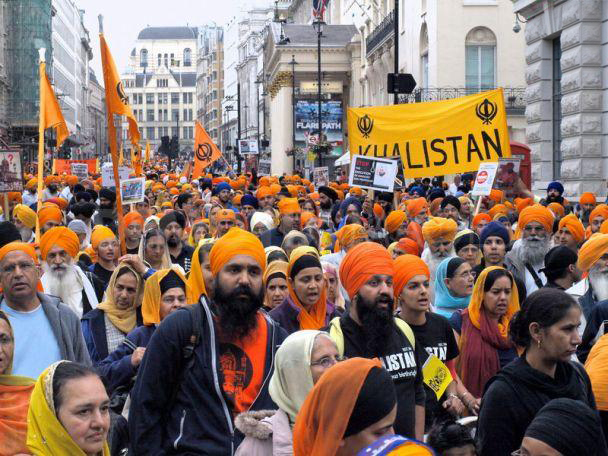
倫敦的錫克教徒抗議印度政府。

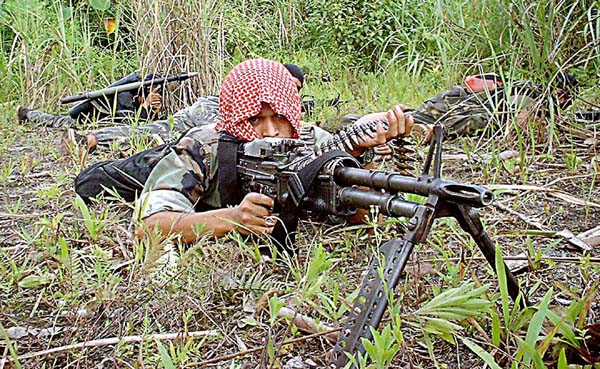
菲律賓的摩洛伊斯蘭解放陣線戰士。

宗教團體其成員相信不應與不同教義人士互動者，趨向分離成多出的教派。宗教分離主義已成為新教派的特徵，其教區與最高理論植基於當地的教眾。請比較宗教背景於十五世紀時的歐洲與廿一世紀時的美國。以避世為潛在的分離工具。主張嚴格政教分離者通常自稱“separationists”（以“accommodationists”為反義詞）。宗教分離主義團體和教派希望退出一些較大的宗教團體和/或認為他們應該主要與同教徒互動：
- 16和17世紀的英國基督徒希望脫離英格蘭教會並組建獨立的地方教會，在奧利弗·克倫威爾 (Oliver Cromwell) 的領導下具有政治影響力，他本人也是分離主義者。 他們最終被稱為公理會主義者。[14]在新英格蘭建立第一個成功殖民地的朝聖者是分離主義者。[15]
- 印度尼西亞的基督教分離主義團體、[16][17]印度的基督教分離主義團體[18]、和南卡羅來納州（美國）的基督教分離主義團體。[19][20]
- 猶太復國主義尋求建立以色列國作為猶太人的家園，與外邦巴勒斯坦人分離。 對猶太復國主義懷有復雜感情的西蒙·杜布諾 (Simon Dubnow) 制定了猶太自治主義，在二戰前被崩得和他自己的人民黨等猶太政黨在東歐採用。 [21]然而，猶太復國主義也可以被視為有點種族主義，因為它對誰是猶太人的定義通常包括具有猶太背景但不信奉猶太宗教的人。 情況更加複雜，因為一些祖先皈依猶太教的人，例如一些埃塞俄比亞猶太人，可能與猶太人沒有共同的種族歷史，然而，被認為是這樣但並非沒有爭議。[22]
- 印度和（後來的巴基斯坦和孟加拉國）的分裂是穆斯林分裂主義的結果。
- 印度的錫克教徒在 1970 年代和 80 年代為實施 Anandpur Sahib 決議（要求旁遮普邦擁有更大份額的河水和自治權）的鼓動而尋求一個獨立的 Khalistan 國家，導致 Harimandir Sahib（金 聖殿）於 1984 年由印度政府軍隊發起。為了驅逐錫克教激進分子而衝進聖殿，錫克教武裝分子在旁遮普邦獲得更大自治權的鼓動勢頭越來越大，導致錫克教徒要求為位於旁遮普邦的錫克教徒建立一個獨立的國家，稱為哈利斯坦（Khalistan）。 衝突升級並導致印度總理英迪拉·甘地被暗殺，作為對印度軍事行動“藍星行動”的報復，該行動針對錫克教徒最神聖的聖地金廟，許多無辜的錫克教平民也因此喪生 他們的生活。 對甘地的報復性謀殺引發了由國大黨領導的以錫克教種族滅絕形式的強烈反對，該種族滅絕始於新德里，並於 1984 年 11 月席捲印度。這進一步加強了哈利斯坦運動，但由於 旁遮普邦的警察。 據報導，旁遮普邦有爭議的回應涉及使用不明失踪、假遭遇殺、強姦和酷刑等形式的侵犯人權行為。 然而，許多散居在西方的錫克教徒，甚至印度的錫克教徒，仍然支持哈利斯坦的想法。[23]

## 社會分離主義
女同性戀者-女性主義者分離主義涉及以性取向其特定的分離主張。
一個階級社會或種姓制度，如印度，會發展出嚴密的社會性分離慣例及地理上嚴格的區隔。這種情況下，同質團體會宣導與執行苛刻的社會分離主義以求其特權永存。

## 政府回應

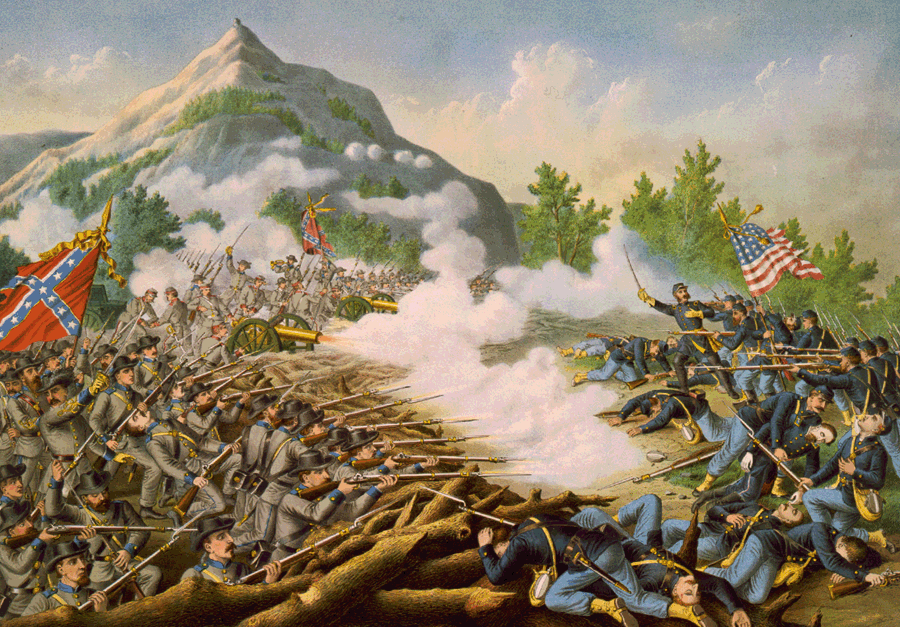
1861 年，隨著美國南部各州的分離主義運動脫離美國，美國內戰爆發。

分離主義者的要求將在多大程度上走向完全獨立，以及團體是追求憲法和非暴力行動還是武裝暴力，取決於各種經濟、政治、社會和文化因素，包括運動領導以及政府的回應。 政府可能會以多種方式做出回應，其中一些方式是相互排斥的。 一些包括︰
- 同意分裂主義的要求
- 改善弱勢少數群體的處境，無論是宗教、語言、領土、經濟還是政治
- 採取“非對稱聯邦制”，即不同的州根據分裂主義的要求或考慮與中央政府有不同的關係
- 通過議會投票、全民公決等方式，讓少數群體在他們強烈反對的政治爭端中獲勝。
- 建立聯邦或聯邦關係，各州之間的聯繫有限。

大多數政府鎮壓本國的任何分裂主義運動，但支持其他國家的分裂主義。

### 清單
- 活跃的分离主义运动列表
  - 政府间组织承认的积极分离运动列表
- 分裂国家列表
- 有限承认国家列表
- 民族列表
  - 原住民列表

### 總體
- 民族
- 少数群体
- 民族優越感
- 家乡
- 身份認同政治
- 交錯性
- 親屬
- 语言分离主义
- 私人国家
- 多元文化主義
- 本土主義
- 少数群体
- 國族
- 社會嚴格分層
- 瓜分
- 难民
- 国家分裂